# Conjunto radial
En matemáticas, un subconjunto {\displaystyle A\subseteq X} de un espacio vectorial {\displaystyle X} es radial en un punto dado {\displaystyle a_{0}\in A} si para cada {\displaystyle x\in X} existe un {\displaystyle t_{x}>0} real tal que para cada {\displaystyle t\in [0,t_{x}],} {\displaystyle a_{0}+tx\in A.} Geométricamente, esto significa que {\displaystyle A} es radial en {\displaystyle a_{0}} si para cada {\displaystyle x\in X,} hay algún segmento rectilíneo (no degenerado) (dependiente de {\displaystyle x}) que emana de {\displaystyle a_{0}} en dirección a {\displaystyle x} y que se encuentra completamente en {\displaystyle A.}.
Todo conjunto radial es un dominio en estrella, aunque no a la inversa.

## Relación con el interior algebraico
Los puntos en los que un conjunto es radial se denominan puntos internos.
El conjunto de todos los puntos en los que {\displaystyle A\subseteq X} es radial es igual al interior algebraico.

## Relación con los conjuntos absorbentes
Cada subconjunto absorbente es radial en el origen {\displaystyle a_{0}=0,} y si el espacio vectorial es real, entonces también se cumple lo contrario. Es decir, un subconjunto de un espacio vectorial real es absorbente si y solo si es radial en el origen.
Algunos autores utilizan el término radial como sinónimo de absorbente.